# 金任植
金 任植（キム・イムシク、朝鮮語: 김임식、1923年4月18日 - 2010年1月23日）は、大韓民国の政治家、実業家、教育者。第6・8・9・10代韓国国会議員。本貫は金海金氏、仏教徒。

## 経歴
日本統治時代の慶尚南道蔚山郡（現・蔚山広域市蔚州郡）に生まれた。青良普通学校、温陽普通学校、滋賀農業学校、東京電気通信技術専門学校高等科を経て、1943年から東京の軍需電機工場で働いた。1944年に長野県に疎開後は同地で朝鮮人女性と結婚し、1945年10月に釜山に帰国し、南鮮電気株式会社釜山鎮支店で勤務した。1946年に理工系教師公採試験に合格した後、釜山商業高等学校教員に赴任した。一方、朝鮮戦争により釜山でキャンパスを開設した建国大学校政治学科に1950年9月に3年編入学し、1952年3月に卒業した。1953年2月に開成中学校校監、1961年10月に密陽の武安中学校と初同中学校の校長を兼任した。
釜山鎮女子中学校、釜山鎮女子商業高等学校校監を歴任した後は、1963年の第6代総選挙で民主共和党候補として釜山鎮甲区に出馬し、国会議員に当選した。1966年に慶熙大学校政治学大学院卒、同年に東義学園を設立し理事長を務め、東義中学校、東義工業高等学校を開校した。第7代総選挙で落選すると、1967年7月から興国生命保険株式会社社長、1969年2月に韓国ゴム工業協会会長を務め、1970年2月にソウル大学校経営大学院を修了した。1971年の第8代総選挙で再選された後、3回連続当選したほか、第9代国会財務委員長、共和党院内首席副総務を歴任した。また、1972年に東義専門学校（現・東義科学大学校）、1979年に東義大学（現・東義大学校）を設立した。朴正煕の死去後は政界を引退し、東義学園を運営しながら、1980年に東京物産会長、1991年以後に韓国大学法人協議会会長、私立学校教員年金管理公団理事長、1992年以降は韓国私学法人連合会会長を歴任した。
2010年に持病により88歳で死去した。